# Alexander Henn (Abt)
Alexander Henn OSB (* 10. Februar 1643 in Sankt Vith; † 20. Mai 1698) war ein deutscher Benediktinermönch und Abt der Benediktinerabtei St. Maximin bei Trier.

## Leben
Von 1680 bis zu seinem Tode war er Abt von St. Maximin. Henn machte sich u. a. durch die Anlage eines geordneten, aus notariellen Kopien aller alten Urkunden bestehenden Archivs seines Klosters verdient.
Er hatte drei Brüder: Benedict (* 1661), seit 1701 Abt der Abtei St. Martin, Wilhelm (* 1659), seit 1700 Abt der Benediktinerabtei St. Matthias und Maximin, seit 1682 Mönch in der Reichsabtei Echternach.